# Comando carabinieri per la tutela forestale e parchi
Il Comando carabinieri per la tutela forestale e parchi è una grande unità militare  dell'Arma dei Carabinieri, gerarchicamente dipendente dal Comando unità forestali, ambientali e agroalimentari.

## Funzioni e compiti
Il Comando, nato il 1º gennaio 2017, assorbendo gran parte del personale del Corpo forestale dello Stato, riunisce sotto un unico comando tutti i reparti forestali con competenze presidiarie e prive di una particolare connotazione specialistica. 
È un'unità territoriale, avendo alle dipendenze 14 Comandi Regione Carabinieri Forestale, dove sono inquadrati 83 Gruppi Carabinieri Forestale, da cui dipendono le quasi 800 Stazioni Carabinieri Forestale, che costituiscono l'unità periferica di riferimento nell’Arma per il settore Forestale.
Nelle regioni autonome, dove sono presenti Corpi forestali regionali, sono stati istituiti cinque Centri Anticrimine Natura. Sia nei Gruppi, sia nei Centri Anticrimine Natura sono, inoltre, presenti i Nuclei Investigativi di Polizia Ambientale Agroalimentare e Forestale (NIPAAF).

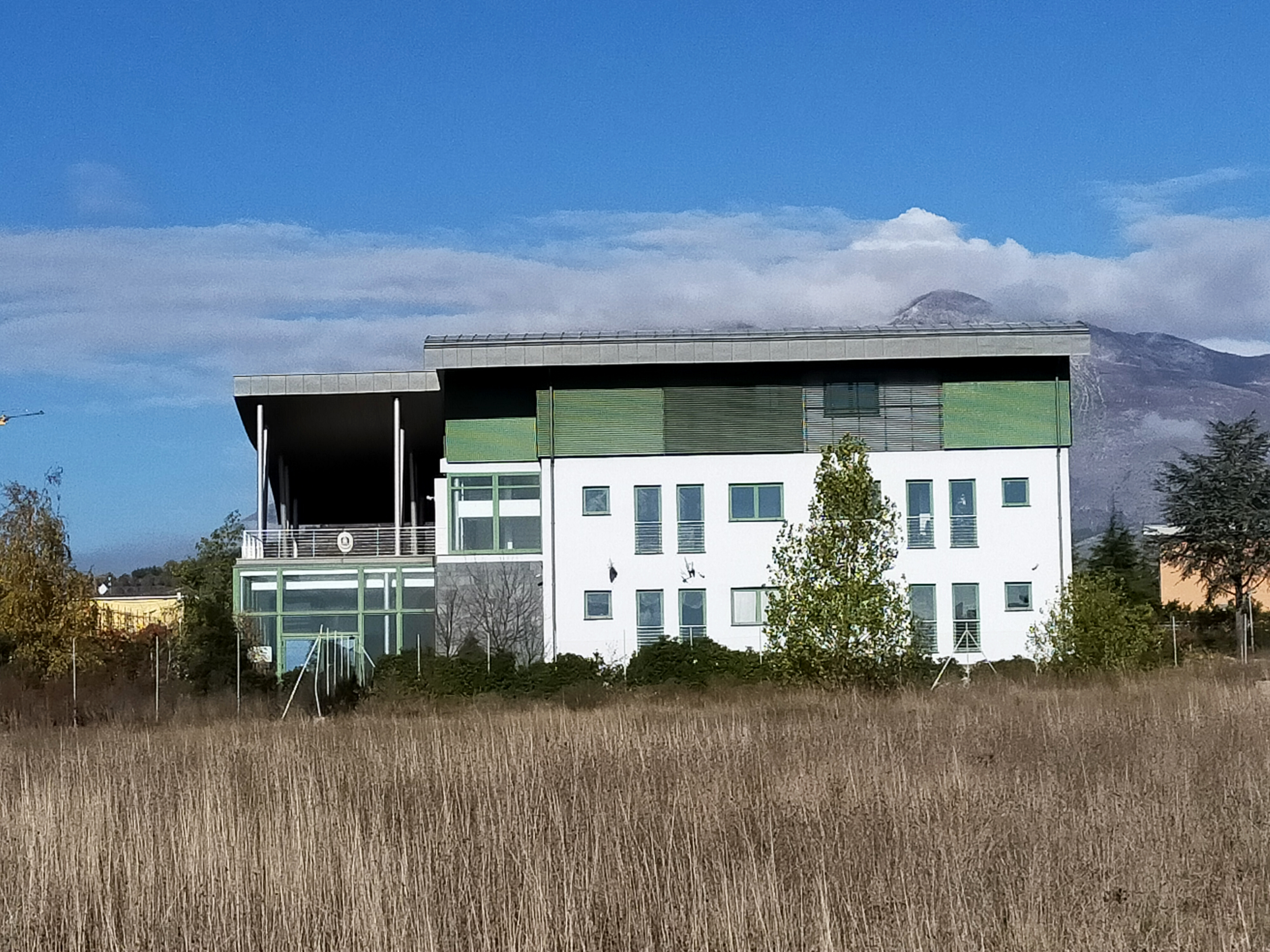
La Stazione carabinieri forestale di Avezzano

Dall'aprile 2022 gestisce il geoportale incendi boschivi. Sempre nel 2022 il "Raggruppamento carabinieri parchi" dal Comando tutela biodiversità passa a quello della tutela forestale.

## Organizzazione
È retto da un Generale di Divisione del Ruolo Forestale.
- Comando 
  - 14 Comandi Regione CC Forestale[4]
    - 83 Gruppi CC Forestale
      - 88 Nuclei Investigativi di Polizia Ambientale, Agroalimentare e Forestale (NIPAAF)
      - 789 Stazioni CC Forestale

    - 35 Nuclei Carabinieri CITES
    - 5 Centri Anticrimine Natura (Palermo, Catania, Agrigento, Cagliari, Udine)

  - Raggruppamento CC Parchi
  - NIAB (Nucleo informativo Antincendio boschivo)
  - Meteomont